# Vaena ochreata
Vaena ochreata är en fjärilsart som beskrevs av Holland 1893. Vaena ochreata ingår i släktet Vaena och familjen mätare. Inga underarter finns listade i Catalogue of Life.